# Eustaci de Luxeuil
Eustaci de Langres o de Luxeuil (Langres, Alt Marne, ca. 560 - Luxeuil-les-Bains, Franc Comtat, 29 de març de 629) fou un religiós gal·loromà, deixeble de Columbà i abat de Luxeuil. És venerat com a sant per diverses confessions cristianes.

## Biografia
El seu oncle Miet, bisbe de Langres li va donar una bona educació i el va posar al servei de Columbà quan aquest va arribar d'Irlanda. Expulsat Columbà de Borgonya per oposar-se a la reina Brunequilda, Eustaci el va seguir i anaren a Austràsia, on regnava Teodebert, i van predicar a la regió del Rin.
Eustaci es feu monjo a Luxeuil-les-Bains, abadia fundada per Columbà cap al 590. Aviat hi ocupà alguns càrrecs, i fou professor i director de l'escola monàstica, que era oberta a tothom, monjo o laic. El 611 esdevingué prior de Luxueil, ja que Columbà havia hagut d'abandonar el monestir. Hi establí el laus perenne (és a dir, el rés continu al cor).
El 614 visità Columbà a Bobbio i intentà convèncer-lo perquè tornés a Luxeuil, convidat pel nou rei Clotari II, però no va voler acceptar-ho. En 615, en morir Columbà, es convertí en el segon abat de Luxeuil, a més de fer missions d'evangelització a Baviera. En 627, al Concili de Mâcon, va defensar i fer aprovar la regla de l'Orde de Sant Columbà. Morí el 629 a Luxeuil, essent succeït per Valdebert.

### Llegenda de Santa Fara i Cagneric
Eustaci intervingué en el conflicte hagut entre Fara de Faremoutiers i el seu pare Cagneric, comte de Borgonya. La jove Fara volia fer-se monja, però el seu pare s'hi oposava, ja que la volia casar. Columbà l'havia batejat i hi havia desvetllat la vocació, i el pare havia promès respectar la voluntat de la filla, però canvià d'opinió. De sobte, el pare emmalaltí, perdé la vista i quedà en estat catatònic; la seva esposa, que hi veié un càstig per trencar la promesa feta, feu cridar Eustaci.
Eustaci digué a Cagnerico que seria guarit quan deixés la seva filla consagrar-se a Déu. Cagneric prometé llavors que respectaria la voluntat e Fara i, després de beneir-la, guarí recuperà la salut totalment. Guarit, Cagneric tornà a canviar d'idea i no volgué que Fara ingressés al monestir; llavors la jove abandonà casa seva i es refugià a l'església. Eustaci, assabentat, anà a l'església i posà el vel a la noia, després d'haver amonestat severament el seu pare. La jove visqué a Luxueil amb els seus germans, futurs sants Cagnoald i Faró, i fundà l'abadia de Faremoutiers, on establí l'orde columbanià femení.